# HMS Howe (1885)
Pour les autres navires du même nom, voir HMS Howe.
Le HMS Howe était un des six navires cuirassés de Classe Admiral construits pour la Royal Navy dans les années 1880.
Le navire a été affecté à la Channel Fleet (flotte de la Manche) à la mi-1890 et a été gravement endommagé lorsqu'il s'est échoué à la fin de 1892. Après avoir été réparé, le Howe a été transféré à la Mediterranean Fleet (flotte de la Méditerranée) à la fin de 1893. Il est rentré chez lui à la fin de 1896 et est devenu un gardien de port en Irlande. Le Howe y est resté jusqu'à la fin de 1901, date à laquelle il a été affecté à la Reserve Fleet (flotte de réserve). Le navire a été retiré du service trois ans plus tard, puis vendu à la casse en 1910.

## Contexte et conception
La classe Admiral a été construite en réponse aux cuirassés français Hoche et de la Classe Marceau. Le Howe  et son navire-jumeau (sister ship), le Rodney, étaient des versions agrandies et améliorées du Collingwood. Les deux navires avaient une longueur entre perpendiculaires de 99,1 m, une largeur de 20,7 m et un tirant d'eau de 8,5 m à pleine charge. Ils déplaçaient 10 300 tonnes longues (10 500 tonnes) à charge normale, soit 800 tonnes longues (813 tonnes) de plus que le Collingwood, principalement en raison de l'armement plus lourd, qui augmentait également le tirant d'eau de 457 mm. Les navires avaient un effectif de 525 à 536 officiers et matelots.

### Propulsion
Le navire était propulsé par une paire de moteurs à vapeur à expansion composée inversée à 3 cylindres, chacun entraînant une hélice. Les moteurs Humphrys produisaient un total de 7 500 chevaux-vapeur indiqués (5 600 kW) à tirage thermique normal et 11 500 chevaux-vapeur indiqués (8 600 kW) à tirage thermique forcé, utilisant la vapeur fournie par une douzaine de chaudières cylindriques.
Les navires-jumeaux étaient conçues pour atteindre une vitesse de 16 nœuds (30 km/h) à tirage thermique normal et le Howe a atteint 16,9 nœuds (31,3 km/h) lors de ses essais en mer en utilisant le tirage thermique forcé. Les navires transportaient un maximum de 1 200 tonnes longues (1 219 t) de charbon qui donnaient 7 200 milles nautiques (13 300 km) à une vitesse de 10 nœuds (19 km/h).

### Armement
Contrairement au Collingwood, les quatre derniers navires de la classe Admiral étaient équipés d'un armement principal composé de canons rayés à chargement par la culasse (BL) de 13,5 pouces (343 mm) Mk II de 30 calibres, au lieu des canons de 12 pouces (305 mm) des navires précédents.
Les quatre canons étaient montés dans deux barbettes jumelées, une à l'avant et une à l'arrière de la superstructure. Les barbettes étaient ouvertes, sans capot ni bouclier, et les canons, montés sur une plaque tournante, étaient entièrement exposés. Les obus de 570 kg tirés par ces canons ont été crédités de la capacité de pénétrer 711 mm de fer forgé à 910 m avec une charge de 290 kg de poudre brune sans fumée (SBC). À l'élévation maximale, les canons avaient une portée d'environ 10 930 m avec le SBC ; plus tard, une charge de 85 kg de cordite a été substituée au SBC, ce qui a porté la portée à environ 11 540 m. La production des canons lourds de ce navire et de ses navires-jumeaux a connu des retards importants en raison de fissures dans la couche la plus interne des canons, ce qui a considérablement retardé la livraison de ces navires. Même au début de 1890, le Howe n'avait que deux de ses canons installés.
L'armement secondaire du Howe consistait en six canons BL 6 pouces (152 mm) Mk IV de 26 calibres sur des supports simples positionnés sur le pont supérieur au milieu du navire, trois sur chaque flanc. Ils tiraient des obus de 45 kg qui avaient la capacité de pénétrer 267 mm de fer forgé à 900 m. Ils avaient une portée de 8 070 m à une élévation de +15° en utilisant de la poudre noire prismatique. À partir de 1895 environ, tous ces canons ont été convertis en canons à tir rapide (QF) avec une cadence de tir beaucoup plus rapide. L'utilisation de la cordite a permis d'augmenter leur portée à 8 481 m. Pour se défendre contre les torpilleurs, les navires transportaient une douzaine de canons Hotchkiss QF 6-pounder de 2,2 pouces (57 mm) et dix canons Hotchkiss QF 3-pdr de 1,9 pouce (47 mm). Ils montaient également cinq tubes lance-torpilles de 14 pouces (356 mm}) au-dessus de l'eau, un à l'avant et quatre à l'arrière.

### Blindage
Le schéma de blindage du Howe et du Rodney était pratiquement identique à celui du Collingwood. La ceinture de blindage de la ligne de flottaison, constituée d'un blindage composite, s'étendait au milieu des navires entre l'arrière de chaque barbette sur une longueur de 42,7 m. Elle avait une hauteur totale de 2,3 m, dont 2 m sous l'eau et 0,3 m au-dessus à charge normale ; à charge profonde, leur tirant d'eau augmentait encore de 152 mm. Le 1,2 m supérieur de la ceinture de blindage avait une épaisseur de 457 mm et les plaques s'effilaient à 203 mm au niveau du bord inférieur. Des cloisons latérales aux extrémités de la ceinture la reliaient aux barbettes ; elles avaient une épaisseur de 406 mm au niveau du pont principal et de 178 mm en dessous.
L'épaisseur des barbettes variait de 254 à 292 mm, les palans à munitions principaux étant protégés par des tubes blindés aux parois de 305 mm d'épaisseur. Les tours de contrôle avaient également des parois de cette épaisseur ainsi que des toits de 51 mm d'épaisseur. Le pont de la citadelle blindée centrale avait une épaisseur de 76 mm et le pont inférieur avait une épaisseur de 64 mm depuis les extrémités de la ceinture jusqu'à la proue et la poupe.

## Construction et carrière

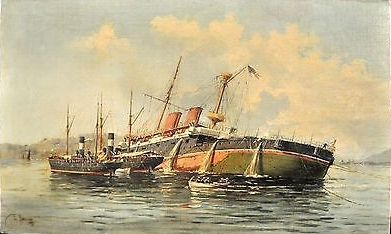
Le HMS Howe en cours de sauvetage, avant l'arrivée du HMS Seahorse pour le remorquage à Emsenanda de la Malata, par Alfonso Sanz.

Le Howe, nommé d'après l'Amiral Richard Howe, était le quatrième navire de son nom à servir dans la Royal Navy. La pose de la quille du navire a été réalisée à Pembroke Dockyard le 7 juin 1882, et le navire est lancé le 28 avril 1885 et livré à Portsmouth le 15 novembre 1885, complet à l'exception de son armement principal, pour un coût de 639 434 livres sterling (£). Il a été mis en service le 18 juillet 1889 pour prendre part aux manœuvres de la flotte. Enfin entièrement armé, il est affecté à la Channel Fleet (flotte de la Manche) en mai 1890. Le 2 novembre 1892, il s'échoue sur un haut-fond au large de Ferrol, en Espagne, principalement à cause de cartes défectueuses,, et est sauvé avec beaucoup de difficultés, étant finalement libéré par le HMS Seahorse le 30 mars 1893. Le navire a fait relâche à l'arsenal de Chatham pour des réparations et une révision qui a coûté 45 000 £.

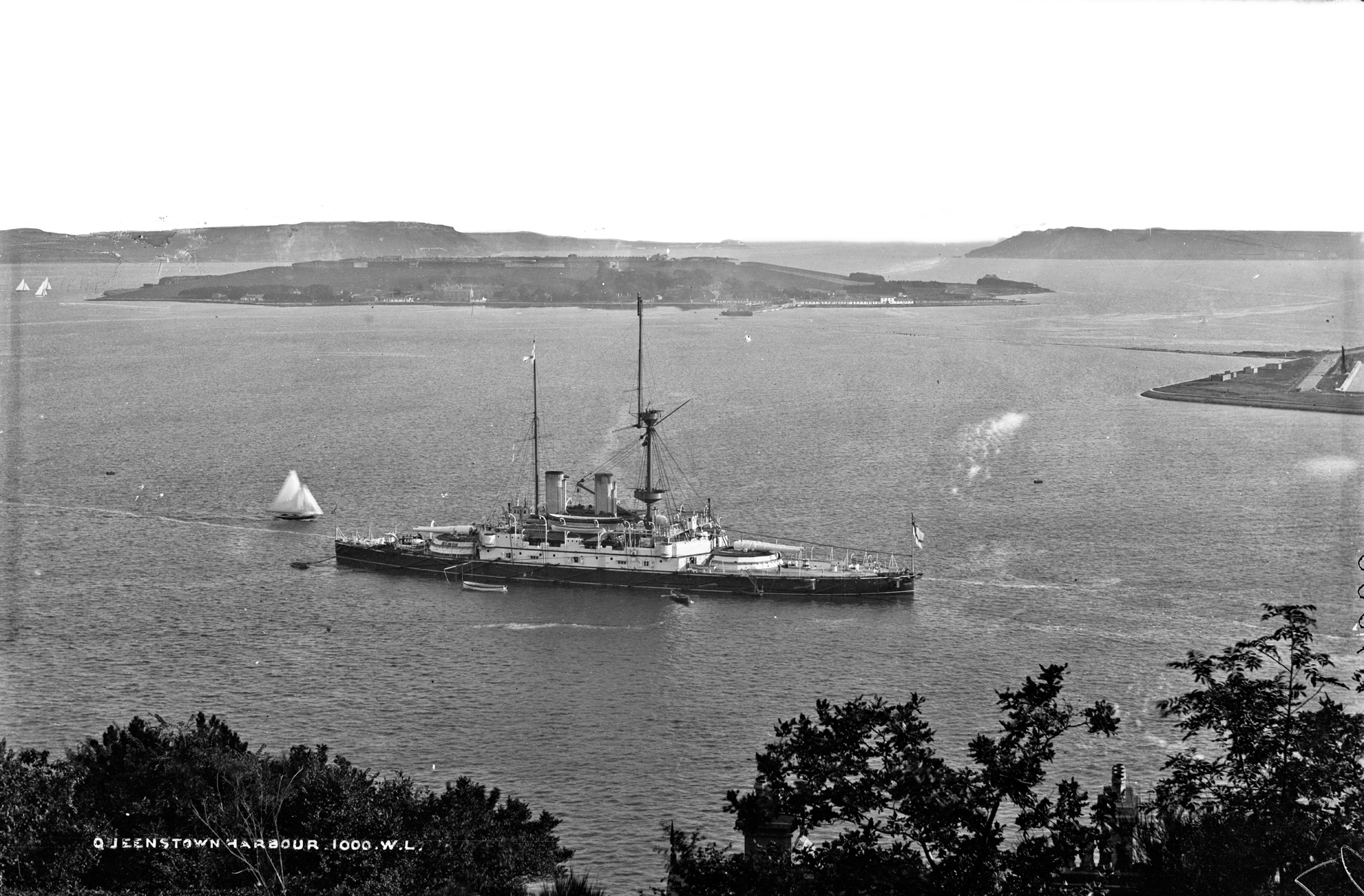
Le Howe, au port de Queenstown, Co. Cork

En octobre de la même année, le Howe a été transféré à la Mediterranean Fleet (flotte méditerranéenne) où il est resté jusqu'en décembre 1896, quand il est devenu le gardien du port de Queenstown. Le captain Henry Louis Fleet a été aux commandes de janvier 1900 jusqu'à ce qu'il soit désarmé à Devonport le 12 octobre 1901, quand tout son équipage a été transféré au HMS Empress of India, qui a pris la relève comme gardien de Queenstown. Le navire a ensuite été affecté à la flotte de réserve, puis entièrement déclassé après ses dernières manœuvres en septembre 1904. Le Howe a été vendu à Thos. W. Ward pour 25 100 £ le 11 octobre 1910 et remorqué à Briton Ferry, au Pays de Galles, pour être démantelé en janvier 1912.

## Sources
- (en) Cet article est partiellement ou en totalité issu de l’article de Wikipédia en anglais intitulé « HMS Howe (1885) » (voir la liste des auteurs).